# Henry Theodore Reinhold
Henry Theodore Reinhold (gelegentlich auch Thomas Reinhold genannt; * um 1690 vermutlich in Dresden; † 14. Mai 1751 in London) war ein deutscher Sänger der Stimmlage Bass, der in England wirkte.

## Leben
Reinholds Herkunft liegt im Dunkeln. Die im New Grove Dictionary of Music and Musicians geäußerte Vermutung, er sei der Sohn des Dresdner Kreuzkantors Theodor Christlieb Reinhold (1682–1755) gewesen, würde bedeuten, dass sein Geburtsjahr kaum vor 1700 gelegen haben könnte.
Ab etwa 1736 ist er in London nachzuweisen, wo er häufig von Georg Friedrich Händel eingesetzt wurde. So wirkte er an den Uraufführungen von Händels letzten beiden Opern Imeneo (22. November 1740) und Deidamia (10. Januar 1741) mit. Später übertrug Händel ihm Solopartien in den Uraufführungen seiner Oratorien Samson (18. Februar 1743), Semele (10. Februar 1744), Hercules (5. Januar 1745), Belshazzar (27. März 1745), Judas Maccabaeus (1. Juli 1747), Joshua (9. März 1748), Alexander Balus (23. März 1748), Susanna (10. Februar 1749), Solomon (17. März 1749) und Theodora (16. März 1750).
Auch sein Sohn Frederick Charles Reinhold (1741–1815) wirkte als klassischer Sänger.